# Náměstí Jiřího z Poděbrad

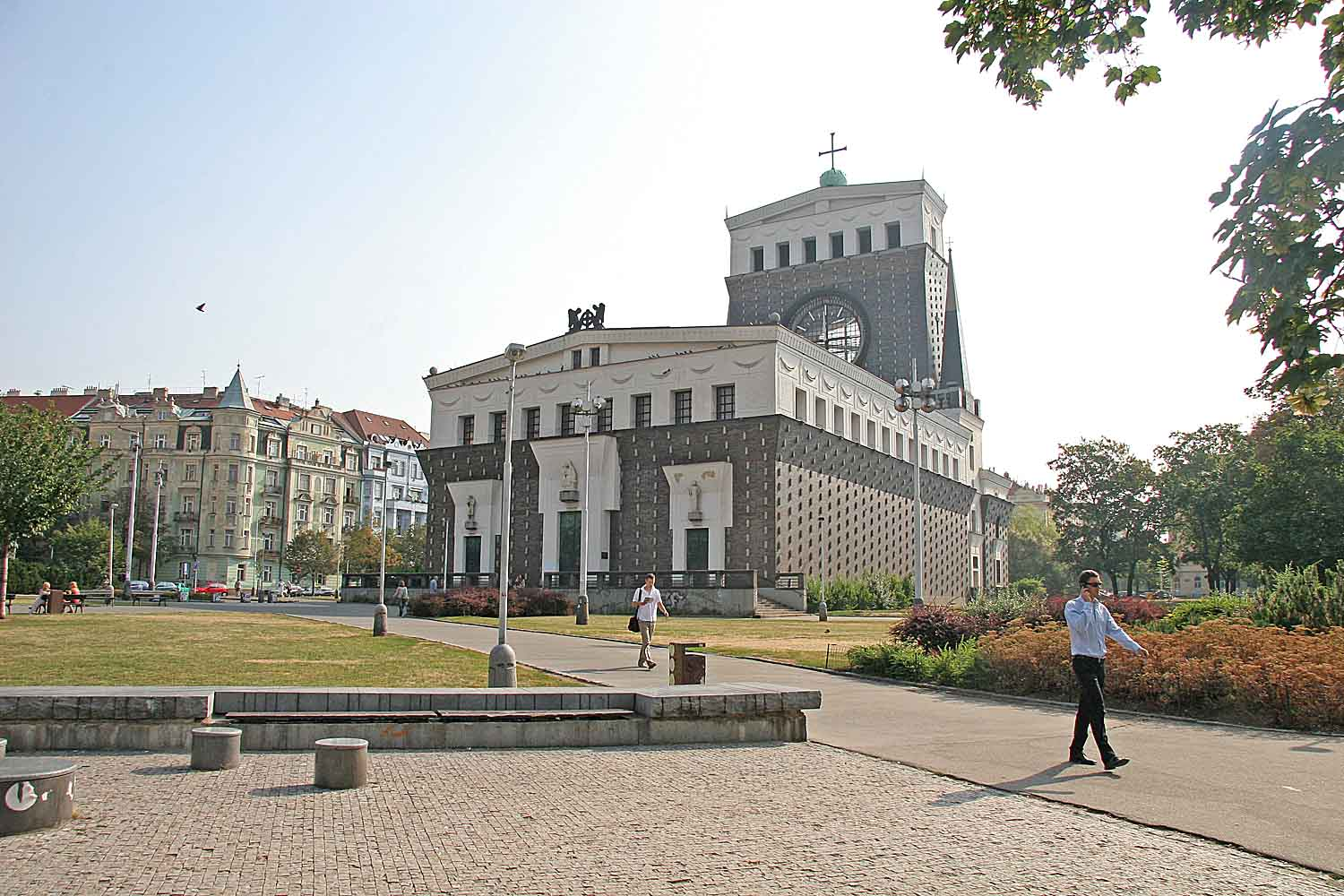
Park und Herz-Jesu-Kirche

Der Náměstí Jiřího z Poděbrad (Georg-von-Podiebrad-Platz, tschech. ugs. Jířák) ist ein Platz im Zentrum des Prager Stadtteils Vinohrady im Bezirk Prag 3. Er ist nach Georg von Podiebrad benannt, der von 1458 bis 1471 König von Böhmen war.
Der Platz wurde im Jahr 1896 angelegt und hieß zunächst Náměstí krále Jiřího (König-Georg-Platz), bis er 1948 seinen heutigen Namen erhielt. Der Platz ist als städtischer Park gestaltet, in dessen Zentrum die vom slowenischen Architekten Jože Plečnik errichtete Herz-Jesu-Kirche steht und die Dominante des Platzes bildet. Der rechteckige Park ist von vier Straßen umgeben. Die größte davon ist die Vinohradská, die südlich am Platz vorbeiführt und auf der die Straßenbahnlinien 11 und 13 verkehren. Auf dem Platz findet viermal in der Woche ein großer Bauernmarkt statt, auf dem Produkte tschechischer Bauernhöfe verkauft werden.
Am südwestlichen Eck des Platzes befindet sich der gleichnamige U-Bahnhof Jiřího z Poděbrad der Metrolinie A. An den Wänden in der Unterführung sind ein Steinrelief mit einem Porträt Georgs von Podiebrad und weitere Reliefs mit hussitischen Themen angebracht. Gleichzeitig mit dem Ausbau des U-Bahnhofs im Jahr 1980 wurde im Park am Ausgang der Station der Springbrunnen „Vereinigtes Europa“ installiert. Das Kunstwerk aus Granit schuf Bildhauer Petr Šedivý in Zusammenarbeit mit der Architektin Anna Hübschmannová, die auch die Metro-Station projektierte. Name des Springbrunnens erinnert an das (erfolglose) Friedensprojekt Georgs von Podiebrad, ein multilaterales Abkommen europäischer Staaten Tractatus pacis toti Christianitati fiendae (Friedensvertrag für die gesamte Christenheit).